# Museo di etnografia di Porto-Novo
Il Museo etnografico Alexandre Sènou Adandé è un museo del Benin installato in un edificio coloniale costruito nel 1922, a Porto-Novo, la capitale del paese. 
Alexandre Sènou Adandé era un etnografo, archivista e bibliotecario.

## Storia
Il Museo venne creato a partire dalle collezioni dell'antico Institut français d'Afrique Noire. 
Venne aperto al pubblico nel 1966 ed adottò il suo nome attuale nel 1993.

## Collezioni
Il Museo contiene più di un migliaio di pezzi ed oggetti rappresentanti la cultura del Benin, tra cui alcune notevoli maschere Gèlèdé.